# Oreichthys
Oreichthys ist eine Gattung kleiner asiatischer Karpfenfische (Cyprinidae). Die Gattung ist mit sechs Arten von Indien, über Bangladesch, Birma und Thailand bis zum Norden der malaiischen Halbinsel verbreitet.

## Merkmale
Oreichthys-Arten besitzen eine typische Barbengestalt, ähnlich Puntius und werden drei bis acht Zentimeter lang. Im Unterschied zu fast allen anderen Barbengattungen zeigen die Fische einen deutlichen Geschlechtsdimorphismus, d. h. Männchen und Weibchen lassen sich gut voneinander unterscheiden. So werden die Männchen größer und haben eine deutlich erhöhte Rückenflosse.
Die Gattung wurde 1933 bei der Erstbeschreibung von Oreichthys parvus durch den amerikanischen Ichthyologen H. M. Smith aufgestellt, aber nur wenig durch gattungstypische Merkmale definiert. Charakteristisches Merkmal der Gattung sind die zahlreichen Sinnesporen auf dem Kopf, die ansonsten zu dieser Zeit unter Karpfenfischen nur bei Cyclocheilichthys, einer Gattung wesentlich größer werdender Karpfenfische, bekannt war. Von Cyclocheilichthys unterscheidet sich Oreichthys durch den glatten letzten unverzweigten Rückenflossenstrahl, der bei Cyclocheilichthys als Stachel entwickelt und gesägt ist.

## Arten
- Oreichthys coorgensis Jayaram, 1982
- Indische Segelflossenbarbe (Oreichthys cosuatis Hamilton, 1822)
- Indische Hochflossenbarbe (Oreichthys crenuchoides Schäfer, 2009)
- Oreichthys duospilus Knight & Kumar, 2015
- Oreichthys incognito Knight & Kumar, 2015
- Kleine Segelflossenbarbe (Oreichthys parvus Smith, 1933)